# Cafenelele și cafeaua în Imperiul Otoman

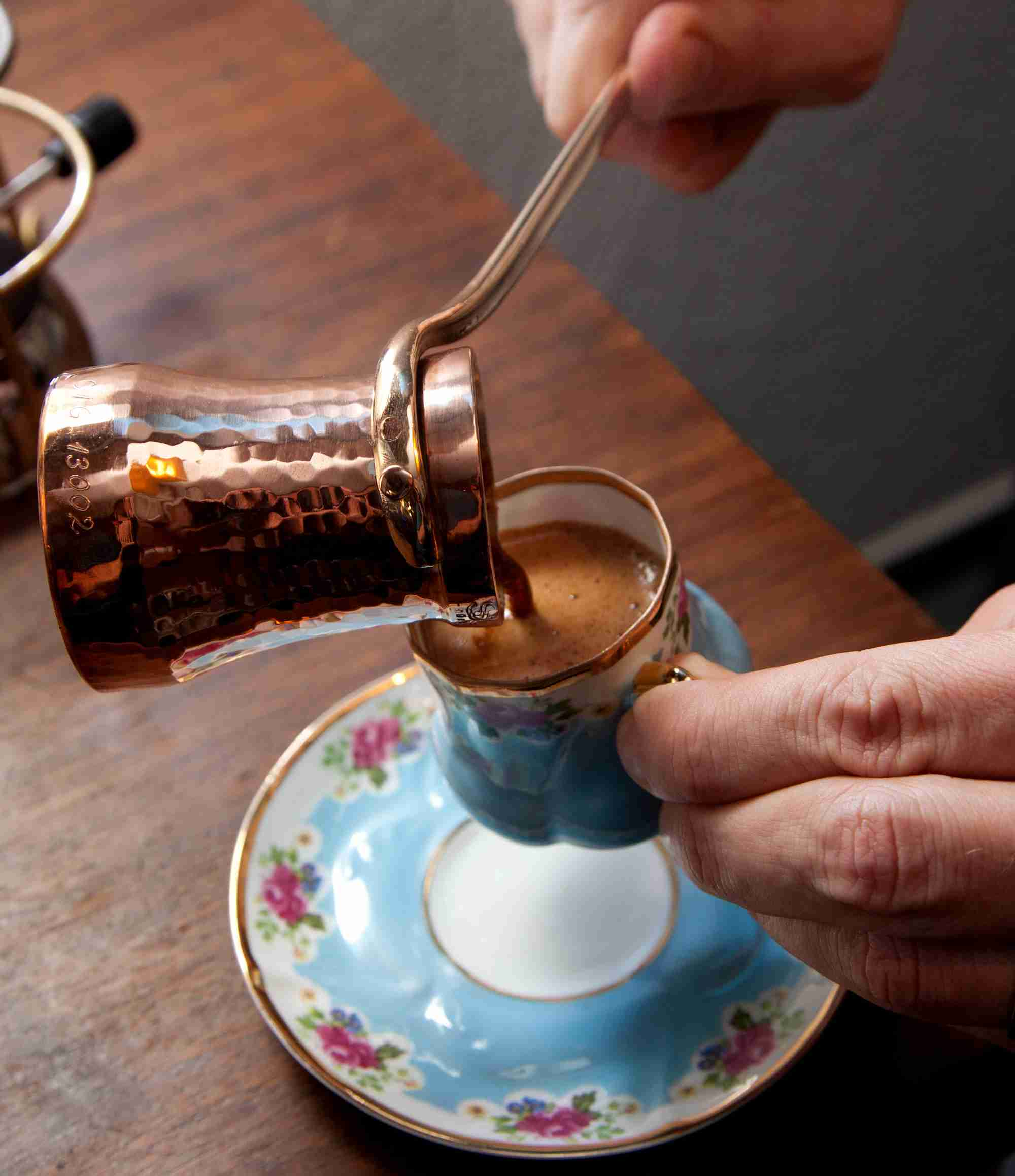
O ceașcă de cafea turcească, servită dintr-un ibric de cupru.

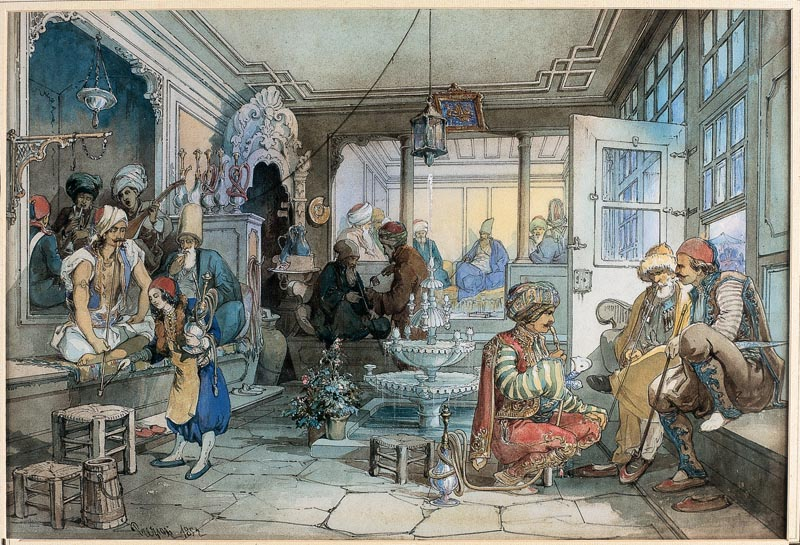
Cafenea din Istanbul - acuarelă de Amedeo Preziosi.

Cafenelele din Imperiul Otoman, asemenea celorlalte din întreaga lume, erau locuri unde se forma opinia publică, fiind frecventate de bărbați. Primele cafenele au fost deschise în Imperiul Otoman cu scopul de a oferi servicii persoanelor care așteptau ora rugăciunii în apropierea moscheilor.
Localul este public; Unde se servesc băuturi nealcoolice și uneori gustări. În unele țări, cafenelele sunt un loc în care oamenii să socializeze și să discute.

## Prezentare

### Cafenelele
După ce inițial au apărut pentru a oferi servicii persoanelor care așteptau ora rugăciunii în apropierea moscheelor, în timp, aproape fiecare grup profesional a început să aibă propria sa cafenea.
În trecut cele mai importante persoane din societate mergeau la cafenea și purtau discuții despre diferite subiecte.
Cu toate acestea, în timp, cafenelele au devenit un loc unde oamenii mergeau pentru a-și petrece timpul liber.
De asemenea, existau și cafenele în care se întâlneau trubadurii. Aceștia participau la concursuri de repertoriu poetic, de istorisit povești și de rezolvat de ghicitori.
Pe lângă cafenele trubadurilor, într-o perioadă, își spuneau de asemenea poveștile în cafenele.

### Cafeaua
Cafeaua turcească, care ocupă un loc important în cultura turcilor încă din secolul al XI-lea, este servită după ce trece prin procese de prăjire, răcire, măcinare și preparare. Este foarte important să consumi cafea turcească proaspătă, mai ales datorită  gustului și aromei.
Cafeaua este cumpărată în forma ei de boabe verzi, prăjită până în punctul în care va fi consumată, răcită, măcinată pentru prezentare, cu obiectivul de a-i păstra cât mai mult gustul. Cafeaua poate fi îndulcită prin adăugarea zahărului în procesul de pregătire. De obicei este băută simplă, cu alte cuvinte, fără zahăr, dar de asemenea poate fi băută cu puțin sau mai mult zahăr. În trecut, cafeaua, cunoscută prin termenul cafea amară, era obținută prin fierberea boabelor de cafea prăjite cele mai închise la culoare în cezves (ibric), pentru o lungă perioadă de timp și era consumată dintr-o singură înghițitură și fără zahăr. Tipul de cafea care este băut prin adăugarea laptelui după pregătire, pentru eliminarea gustului amărui, este cunoscut drept cafea cu lapte. Cafeaua turcească este singura cafea care după consumare lasă zaț pe fundul ceștii. De asemenea, este singura care este folosită pentru citirea viitorului.
Cafeaua a ocupat locul unui mijloc de conversație în cultura turcă:
„Inima mea nu vrea cafea sau cafenele, inima mea vrea un prieten, cafeaua e doar o scuză. (vorbă din popor)”
O invitație făcută unui prieten „hai să bem o cafea” nu reprezintă doar acțiunea de a bea o ceașcă de cafea, ci include și dorința de a sta de vorbă, de la inimă la inimă cu acea persoană.
Idiomul „o ceașcă de cafea care să te învie” este folosit în numirea cafelei care este băută în timpul unei pauze de odihnă.

### Cititul în cafea
Cititul în cafea reprezintă privirea modelelor amorfe care sunt compuse din zațul de pe fundul ceștii de cafea și este în mod deosebit răspândit printre femei. Este folosit pentru a face prevestiri despre viață și viitor.
Cafeaua este de asemenea și un motiv pentru a vedea mireasa candidată de pețitori. Aceștia sunt compuși din adulții familiei băiatului. Pețitorii când iau cafeaua oferită de către mireasa candidată sunt de fapt la acea casă cu scopul de a vedea fata și de a-i urmări comportamentul.
Nu este un lucru acceptat în cultura turcă ca tinerii și copiii să bea cafea alături de adulți. Acest comportament este calificat a fi nerespectuos. Probabil reprezintă dorința de a preveni copiii în a asculta și întrerupe anumite conversații speciale din timpul cafelei.

### Cafeaua din Yemen
Într-o perioadă cafeaua era produsă doar din Yemen și era adusă de acolo în orașele otomane.
Când un vânzător de cafea creștea prețul cafelei cu 100% anunța acest lucru print-o notificare agățată pe zid:
„Cafeaua vine de la Yemen, distanța este mult prea mare, 10 para nu sunt de ajuns, lăsați în schimb 20.”
Un client a venit, s-a așezat pe banca de lemn și și-a băut cafeaua. După aceea a scos 10 para și i-a pus pe farfuria ceștii, iar la plecare a scris pe zid, sub notificare:
„Cafeaua vine de la Yemen, drumurile sunt proaste, dacă 10 para nu sunt de ajuns, ține-ți gura și închide-ți magazinul.”

## Prăjirea și măcinarea

### Tigaia de prăjit cafea
Atunci când cafeaua este în formă de boabe, procesul de prăjire se realizează cu o tigaie de prăjit cafeaua sau tambur. Tamburul este făcut din foi subțiri de fier. Indiferent dacă este folosită o tigaie sau un tambur, prăjirea se face într-o vatră sau pe mangal și mânerul lung și pliabil are rolul de a ușura munca din timpul procesului de prăjire. Lingura de prăjit este de obicei prinsă cu un mic lanț de fier pentru a nu cădea sau a nu se murdări în timpul prăjirii.

### Răcitorul
Răcitorul este de obicei făcut dintr-un lemn tare, sculptat de mână și decorat cu diverse desene. Așa cum reiese din nume, este folosit pentru răcirea boabelor de cafea prăjite. În partea de sus există un spațiu gol în care se toarnă cafeaua proaspăt prăjită. După ce cafeaua ajunge la gustul dorit, este turnată în acest spațiu și este răcită prin legănare.

### Mojarul și pistilul de cafea
Procesul de zdrobire a cafelei, care este una dintre metodele de măcinare a cafelei, o aduce la forma de pudră fină după ce a fost prăjită și răcită. Este realizat cu un mojar și pistil de lemn, decorate cu diverse modele. De asemenea se mai întâlnesc mojare și pistile din piatră sau marmură.

### Râșnița de cafea
Printre metodele de măcinare a cafelei prăjite și răcite într-un ambient domestic, pe lângă zdrobirea ei într-un mojar, există și metoda de zdrobire a cafelei într-o râșniță de alamă. 
O râșniță făcută din lemn sau alamă poate fi folosită pentru măcinarea boabelor de cafea procesate (prăjite și răcite). Râșnița de podea, formată dintr-o singură parte, seamănă mult cu râșnița de mână, ca și metodă de măcinare cât și mecanism. După cum reiese din nume, măcinarea propriu-zisă nu se realizează în poală, ca în cazul râșniței de mână, ci direct pe podea.

## Prepararea și servirea

### Cezve(ibric)
Cezve-ul  este un vas mic de bronz sau alamă, care de obicei are un mâner fix sau pliabil de diverse dimensiuni. Cafeaua turcească este făcută din cafea prăjită mediu, și măcinată fin, prin adăugarea apei și zahărului în cantitatea dorită sau fără zahăr și fiartă pentru o perioadă scurtă de timp. Se mai întâlnesc și cazuri în care cafeaua este foarte pătrunsă. Ibricul, datorită dimensiunii reduse, este folosit și ca unitate de măsură (spre exemplu, două ibrice de apă) în bucătăria turcească. Ibricele au de asemenea dimensiuni diferite în funcție de numărul de persoane care urmează să fie servite. 
Idiomul „a pune ibricul pe foc”, care definește acțiunea de a face o cafea este foarte răspândit în cultura orală.

### Kahvedan (ulcior cu mâner)
În perioada otomană se practica otrăvirea prin intermediul cafelei. De aceea cafeaua nu era niciodată preparată în bucătărie și apoi servită direct în ceașcă. Pentru a nu-l îngrijora pe cel căruia îi va fi servită cafeaua, apa fierbinte era adusă împreună cu ibricul cu cafea care era pus pe cărbuni. Cafeaua era pregătită proaspăt și servită în fața oaspeteului. Kahvedan este un mic ulcior cu mâner, gură și capac făcut din bronz sau alamă și este folosit pentru a avea apă în permanență pe parcursul pregătirii cafelei. Sunt de obicei prevăzute cu decorațiuni în relief, precum și o stea cu semilună pe capac.

### Ceașca de cafea
Modul de prezentare a cafelei ocupa un loc important în cultura turcească. Prezentarea cafelei este un indicator al valorii, dragostei și respectului arătate unui oaspete. Ceașca de cafea este cel mai important element vizual, în timpul prezentării. În trecut ceștile nu aveau mânere și de aceea erau folosite prin plasarea lor într-o mânecă de lemn, corn sau metal pentru ca apa fiartă să nu ardă mâinile celor care o serveau. Odată cu apariția ceștilor cu mâner, cele cu valoare artistică superioară erau considerate antichități. Ceștile fără mâner, servite în aceste mâneci, erau făcute din porțelan fin sau lut. Cu timpul, ceștile fără mâner au fost înlocuite de cele cu mâner. Existau de asemenea cești pe care erau scrise versete decorate ornamental. Numele meșterului care le-a creat era scris în partea de jos a ceștii.

### Tava de cafea
Tava de cafea precum și capacul acesteia sunt în măsură egala importante în prezentarea cafelei. În istoria culturală a Turciei, cel mai dorit model de tavă de cafea erau de obicei în formă rectangulară sau ovală, nu aveau aceeași adâncime ca și ceștile de cafea și erau făcute din bronz aurit și procesat prin tehnica de tăbăcire. După un timp, au început să fie folosite și cele din argint. Aceste piese, gravate uneori cu monograma imperială și cu desene în relief, sunt cele mai frumoase exemple de nivelul mare de meșteșugire în metal al turcilor. Sunt unele tăvi de cafea în Kireshir care sunt de asemenea denumite Damascus. Trabzon este faimos pentru tăvile de cafea cu filigrane. Capacele sunt de obicei brodate de mână de obicei cu motive locale.